# Cantanhede
Cantanhede este un oraș în Districtul Coimbra, Portugalia.